# Baba Sultan
Baba Sultan (? - 1582) fou un príncep uzbek, kan de Taixkent. Era fill de Nawruz Ahmad, kan de Taixkent i kakhan dels uzbeks.

## Biografia
S'esmenta el 1554 quan el seu pare el va enviar contra Abd Allah ibn Iskandar a Karshi; va combatre amb aquest i el va derrotar; l'oncle d'Abd Allah, Rustem Khan, va morir a la lluita, i el mateix Abd Allah va haver de fugir amb les seves tropes i creuar l'Oxus per arribar a Balkh.
A la mort del seu pare el 1556, Baba Sultan (ara de fet Baba Khan si bé és conegut només amb el primer nom) el va succeir com a kan al feu de Taixkent. La gran guerra que va sostenir amb Abd Allah ibn Iskandar, esdevingut el kan uzbek més important, ocupa quasi la resta de la seva vida. En una absència d'Abd Allah per anar a fer una ràtzia al Khurasan (1567), Baba Sultan, que governava a Taixkent, Turkestan i Khodjend, va fer un atac contra Samarcanda, on governava Khosru Sultan, fill de Yar Muhammad (antic kan de Bukharà), que fou enderrocat i executat.
El 1571 Abd Allah va contraatacar i va derrotar a Baba Sultan; la inscripció que recorda la victòria al pas de Jilan, que encara es conserva, explica que s'havia produït un combat entre Abd Allah, amb 50.000 homes, i Derwish Khan, Baba Khan i altres fills de Nawruz Ahmad (o Borrak Khan) que comptaven amb 400.000 homes de Turkestan, Taixkent, Fergana i Deixt Quiptxaq (Estepes dels kazakhs) i on anaven 50 parents del kan; Abd Allah va aconseguir la victòria "per l'afortunada conjunció de les estrelles", prop de les fonts del riu Jizakh.
El 1572 Juvan Merdi, germà de Sultan Said (fill d'Abu Said Khan) era kan en feu a Samarcanda, i tenia dos fills: Abu l-Khayr Sultan i Muzaffar Sultan, constantment enfrontats un amb l'altra. Abu l-Khayr es va aliar a Baba Sultan de Taixkent mentre Muzaffar va obtenir el suport d'Abd Allah; el pare Juvan Merdi donava suport a Abu l-Khayr però aquest fou derrotat; però llavors Abd Allah va decidir lliurar-se del pare i els dos fills: Juvan Merdi i Muzaffar foren fets presoners i executats a Samarcanda, i una sort similar va seguir aviat Abu l-Khayr. El 1575 fou derrotat definitivament Baba Sultan de Taixkent que va haver de fugir creuant el Sihun, però sembla que Abd Allah va instal·lar al tron de Taixkent a Derwish Sultan, germà gran de Baba Sultan.
El 1579 Baba Sultan va ocupar altre cop Taixent i va matar el seu germà Derwish Sultan. Abd Allah va marxar a la zona i va derrotar a Baba prop de Taixkent, obligant-lo a fugir altre cop. Poc després un espia va informar que Baba, el seu germà Buzakhur i uns nebots (fills de Khwarezm Shah Sultan) s'havien establert entre els kazakhs de les ribes del riu Talas, que els havien reconegut com a prínceps. Abd Allah va enviar a Sayram una partida d'exploració dirigida per Isfendiyar Sultan, Abd al-Baki Durman i altres, i va saber que la història no era certa; llavors va anar al Talas i va passar un dies de cacera i es va entrevistar amb alguns caps kazakhs als que va oferir regals; els kazakhs li van entregar a Ubayd Allah Sultan, fill de Baba Sultan, que havien capturat, juntament amb Jan Muhammed Atalik Naiman i Shah Ghazi Durman, i altres notables. Finalment Baba Sultan va acordar la pau amb Abd Allah i aquest va retornar a Bukharà.
La tranquil·litat no va durar, perquè Baba Sultan reclamava el districte d'Andijan i com que va saber que no li seria entregat, es va aliar als kazakhs als que va cedir Yassy (Turkestan) i Sabran i van acordar mesures conjuntes contra Transoxiana. Els kazakhs manats pel príncep Sarban Sultan, van creuar el Yaxartes en direcció a Bukharà mentre Baba i el seu germà Buzakhur es dirigien cap a Samarcanda saquejant pel camí tot el que trobaven. Finalment els dos grups es van retirar amb un gran botí (1580). Poc després Baba s'enfrontava als kazakhs i en la lluita va matar alguns caps d'aquestos; va derrotar el cap suprem Shigai Khan i va retornar a Taixkent carregat de botí.
El 1581 Abd Allah va marxar contra Baba altre cop, sortint de Samarcanda, i arribant a Uzkend; va acampar a Karatau o Kara Tau, prop del Sirdarià, on es va trobar a amb el kan kazakh Shigai Khan, el seu fill Tevkel i altres caps kazakhs; l'entrevista fou cordial i Shigai va rebre el nomenament com a governador de Khodjend (Khujand) on va deixar a Shigai quan va marxar. Després va retornar a Bukharà on va celebrar unes festes en les que van participar de manera destacada Tevkel (futur Tevkel Khan) i el seu propi fill Abd al-Mumin ibn Abd Allah.

### Mort
Poc després Abd Allah va iniciar l'anomenada expedició a l'Ulugh Dagh, perseguint a Baba Sultan, sortint de Bukarà el gener de 1882. Va creuar el Yaxartes i al riu Aris es va assabentar que Baba havia fugit al Deixt Kiptxaq (l'estepa dels kazakhs) deixant part del seu exèrcit a Kara Saman, esmentada a les campanyes de Tamerlà. L'abril va travessar el riu i va seguir cap a les muntanyes de l'Ulugh Dagh. Un destacament del kan uzbek fou capturat per Baba i els membres foren executats, però després Baba va fugir amb els nogais; la seva gent fou atacada per Shigai Khan que els va derrotar prop de Seraili i Turaili; també va derrotar a un altre cap de nom Kuliah Durman, al que van capturar un gran nombre d'ovelles i bens, cavalls i camells. Abd Allah va arribar al Ulugh Dagh i d'allí al Ilanchik i Ilanjik, on Shigai Khan el va anar a trobar. Abd Allah va enviar un contingent en persecució de Baba i va retornar a Bukharà creuant el Sarui Su i posant setge pel camí a Sabran, on va estar ocupat dos mesos. Durant aquest setge un fill de Baba Sultan, de nom Tagir Sultan, fou sorprès pel kazakh Tevkel que pasturava els seus ramats a Ak Kurgan, i el va fer presoner entregant-lo Ubayd Allah, germà d'Abd Allah. En un altre moment Abd Allah estava de cacera al riu Sabran quan el seu fill Abd al-Mumin Sultan es va perdre però l'endemà va arribar al campament acompanyat de Yan Bahadur Sultan, el germà petit de Shigai Khan, que va rebre una esplèndida recompensa del kan uzbek.
El contingent enviat a buscar a Baba va entrar a territori kazakh en la seva persecució de Baba; els kazakhs (sota direcció de Tevkel i altres caps) van continuar el camí creuant els dos rius anomenats Kenderlik. Finalment Isfensiyar Sultan, fill de Khosru Sultan (cosí d'Abd Allah), amb el suport dels kazakhs de Tevkel i altres caps, van caure sobre una força important lleial a Baba al riu Sauka; els uzbeks van fer el primer atac perquè se suposava que infringirien més por als enemics (que en canvi lluitarien a mort contra els kazakhs) i efectivament així fou i els uzbeks van aconseguir la victòria. Baba es va refugiar llavors amb els Mangits, arribant a Tura, Sibèria; però després va retornar a la ciutat de Turkestan en l'esperança d'obtenir el suport local, que era el seu propi poble; pel camí es va aturar a Sighnak i va enviar per davant a dos calmucs que li havien estat fidels, per preparar el camí a la ciutat; els dos calmucs foren fets presoners per gent de Tevkel Khan, ara kan dels kazakhs, i van acabar servint a aquest de guies cap al campament de Baba; atacat per sorpresa Baba va morir a la lluita; el seu fill Latif fou fet presoner, així com el cap dels amirs Jan Muhammad Atalik i altres; llavors es va presentar a Abd Allah amb el cap de Baba Sultan, i els presoners Jan Muhammad Atalik, Latif Sultan (fill de Baba) i altres caps rebels; i altre cop fou recompensat generosament i va rebre el govern d'Aferinkend, la millor fortalesa de Samarcanda, que el mateix pare d'Abd Allah, Iskandar, havia governat. Buzakhur Sultan, germa de Baba Sultan, es va refugiar a Sayram on va morir un temps després.
Mentre Abd Allah, després de conquerir Sabran es va apoderar de Suzak, Shahrukhia i altres ciutats junt amb Turkestan (Yassy) que com s'ha dit, havia intentat retornar temporalment Baba, i que juntament amb Taixkent, quan van saber la mort de Baba, van reconèixer l'autoritat de Abd Allah. La branca de kans de Taixkent descendent de Siyunish va quedar suprimida. El 1583 Abd Allah va conquerir Fergana i Andijan sempre amb l'ajut dels kazakhs de Tevkel.